# Dominique Wilkins
Jacques Dominique Wilkins, född 12 januari 1960 i Paris i Frankrike, är en amerikansk före detta basketspelare. Han spelade på positionen som small forward.
Wilkins spelade sina tolv första säsonger för Atlanta Hawks i NBA och sedan korta perioder för andra lag, bland andra Panathinaikos BC i Grekland 1995–1996.

## Lag
- Atlanta Hawks (1982–1994)
- Los Angeles Clippers (1994)
- Boston Celtics (1994–1995)
- Panathinaikos BC (1995–1996)
- San Antonio Spurs (1996–1997)
- Fortitudo Bologna (1997–1998)
- Orlando Magic (1999)

## Internationellt
1994 ingick han i USA:s Dream Team II när de vann guld vid världsmästerskapet, som spelades i Hamilton och Toronto i Ontario i Kanada.